# 寒河江市立三泉小学校
寒河江市立三泉小学校（さがえしりつ みいずみしょうがっこう）は、山形県寒河江市にある公立小学校である。

## 沿革
- 1887年（明治20年）4月 - 1882年（明治15年）の小泉・泉両村合併に伴い、小泉小学校と泉小学校を合併。「三泉尋常小学校」が開校。
- 1901年（明治34年）4月 - 三泉尋常高等小学校に改称（尋常科4年、高等科2年、235名)。
- 1908年（明治41年）4月 - 教育令改正により、尋常科6年になり、三泉尋常小学校に改称。
- 1913年（大正2年）4月 - 高等科2年を設置して、三泉尋常高等小学校に改称。
- 1927年（昭和2年）5月 - 三層の鉄筋コンクリート校舎が新築。
- 1941年（昭和16年）4月 - 三泉国民学校に改称。
- 1947年（昭和22年）4月 - 三泉村立三泉小学校に改称。
- 1954年（昭和29年）11月 - 現在の寒河江市立三泉小学校に改称。
- 1955年（昭和30年）12月 - 畑中、造山、牧川が寒河江市より分市、河北町に合併。これに伴い、造山の児童は河北町立西里小学校へ、畑中の児童は河北町立谷地中部小学校に転校となる。
- 1991年（平成3年） - 新校舎完成[1]。

## 学区
下河原、中河原、上河原、道生、雲河原、入倉、夕カエ、菊地堂

## 卒業後
- 陵東中学校へ進学する。